# Exetastes mexicanus
Exetastes mexicanus är en stekelart som beskrevs av Cresson 1874. Exetastes mexicanus ingår i släktet Exetastes och familjen brokparasitsteklar. Inga underarter finns listade i Catalogue of Life.